# Lány (Lednicko-valtický areál)
Lovecký zámeček Lány je nejjižnější salet (drobná stavba) Lednicko-valtického areálu. Stojí na katastru Břeclavi v oboře Soutok, v lužních lesích nivy Moravy a Dyje, necelý kilometr od hranice s Rakouskem. Je chráněn jako kulturní památka České republiky.

## Historie
Zámeček nechal postavit v letech 1810–1812 kníže Jan I. z Lichtenštejna a jeho realizací byl pověřen Josef Hardtmuth. V 60. letech 19. století pak okolo zámku vznikla obora, ve které Lichtenštejnové chovali jeleny a daňky. Po roce 1945 se zámek ocitl v hraničním pásmu se zákazem vstupu a byl zpustošen armádou. V současné době je rekonstruovaný zámeček v soukromém vlastnictví a veřejnosti nepřístupný.

## Popis
Jedná se patrovou budovu vystavěnou v duchu empíru na půdorysu obdélníku. Jednoduché střízlivé výzdobě vévodí půlkruhový pavilon s pilíři na jihozápadní straně.

## Galerie

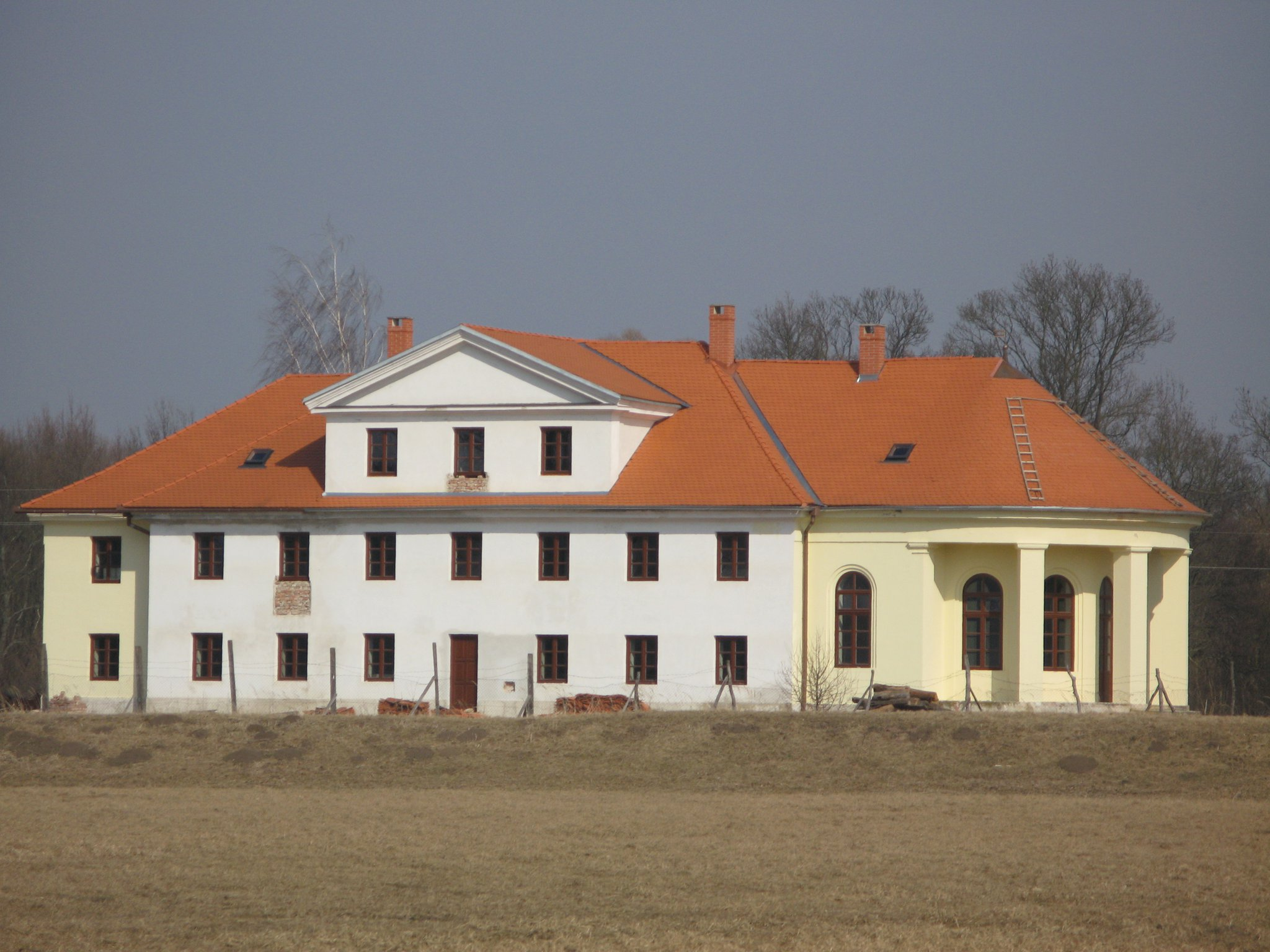
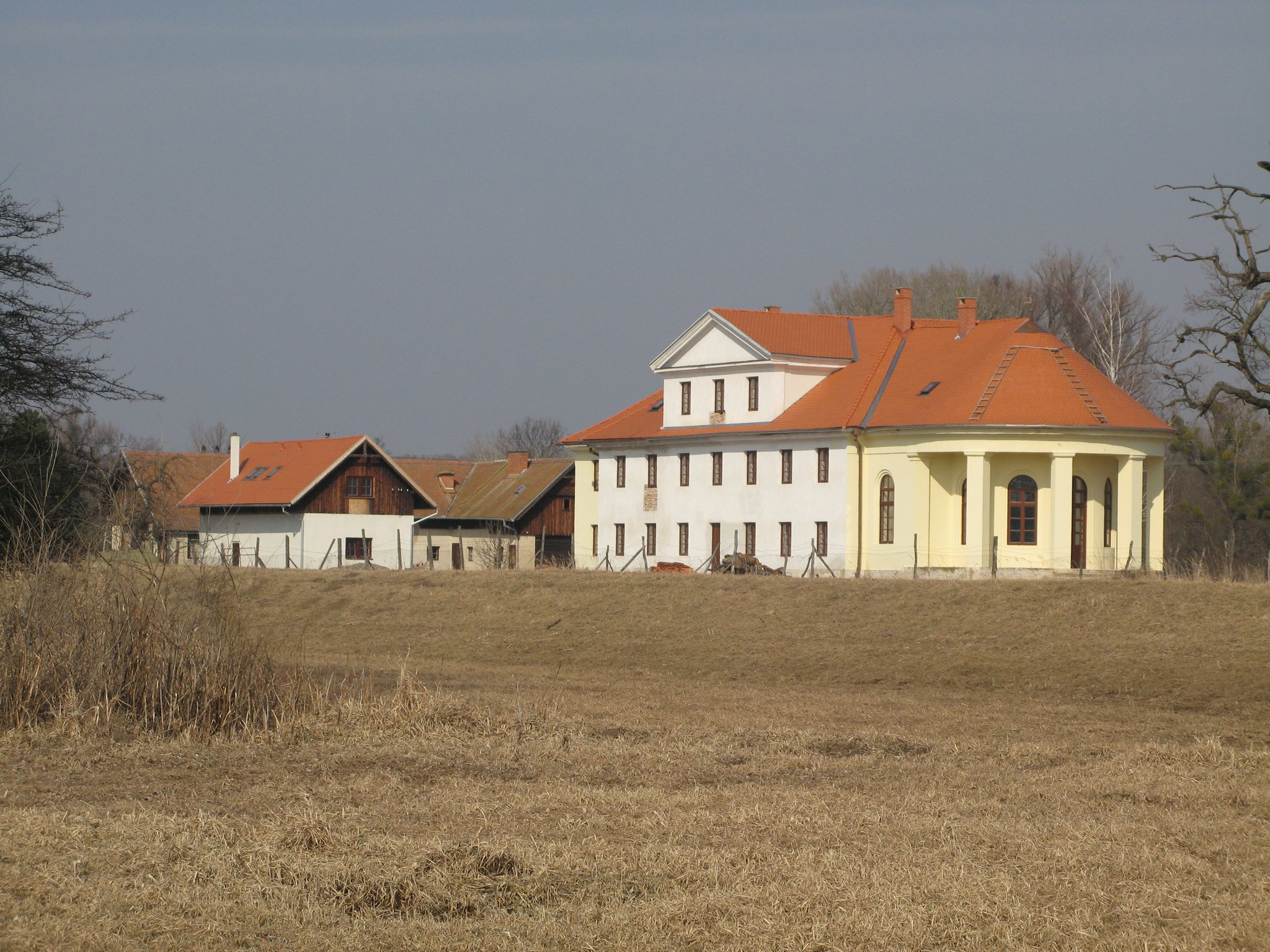
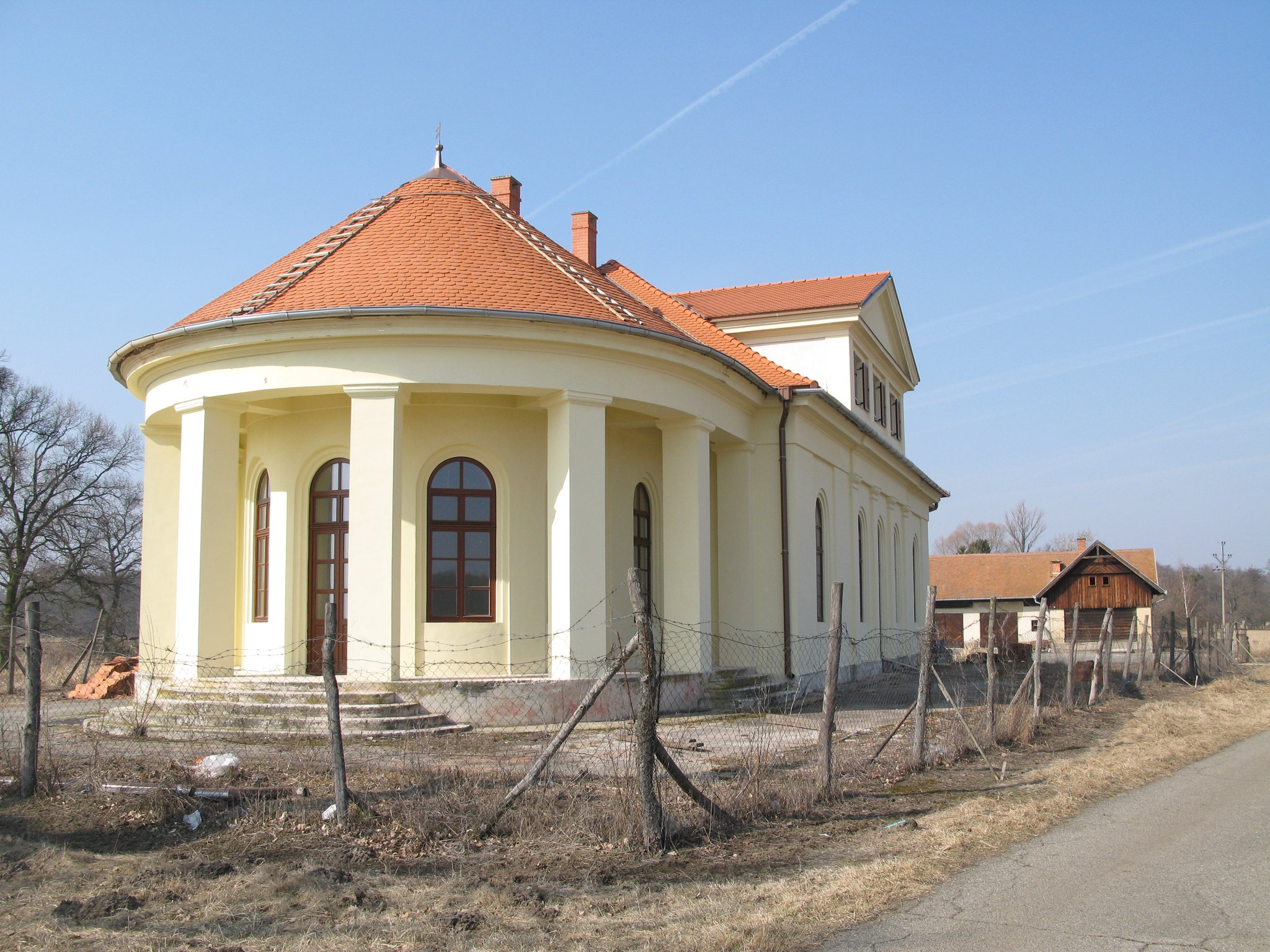
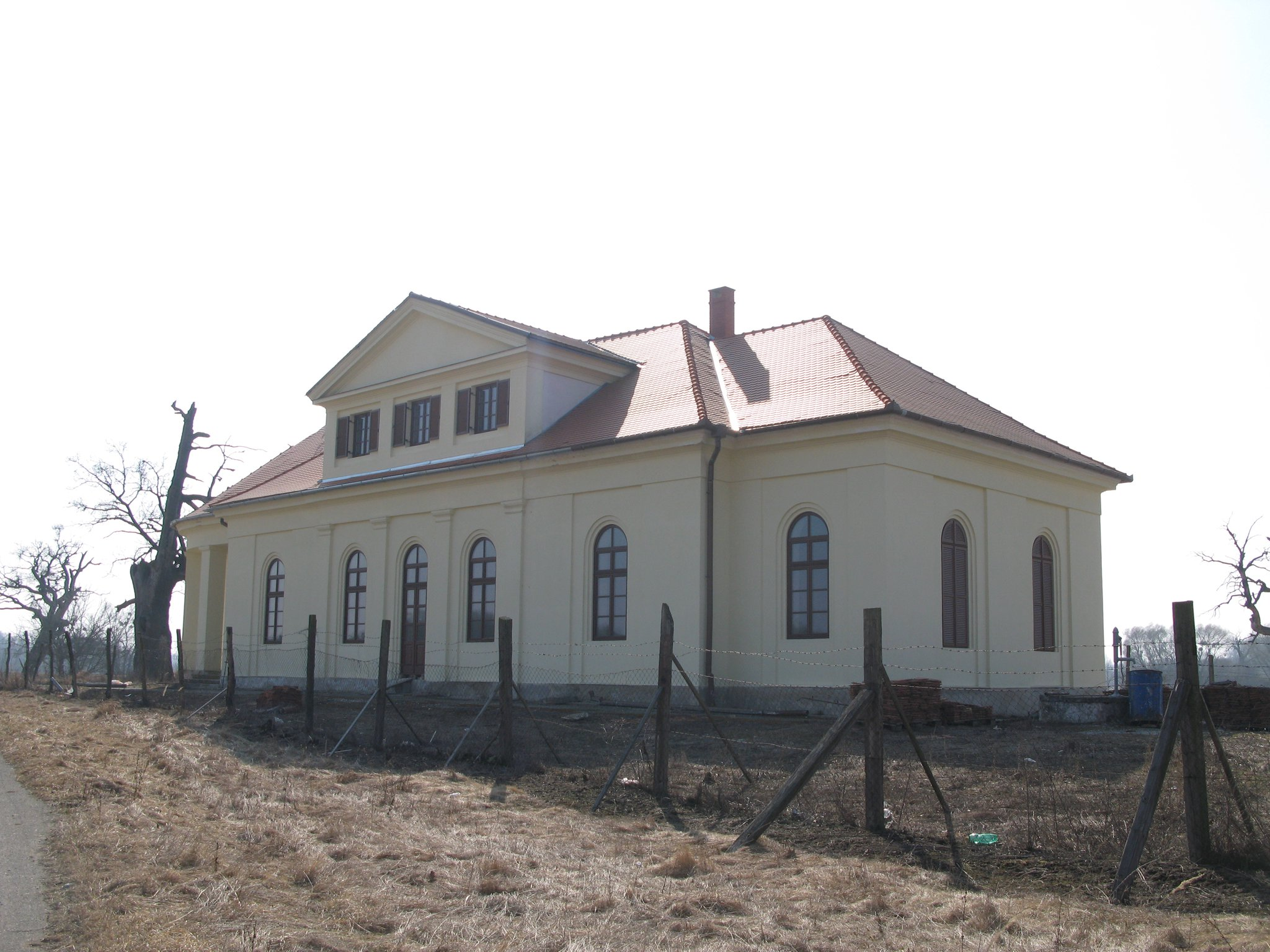
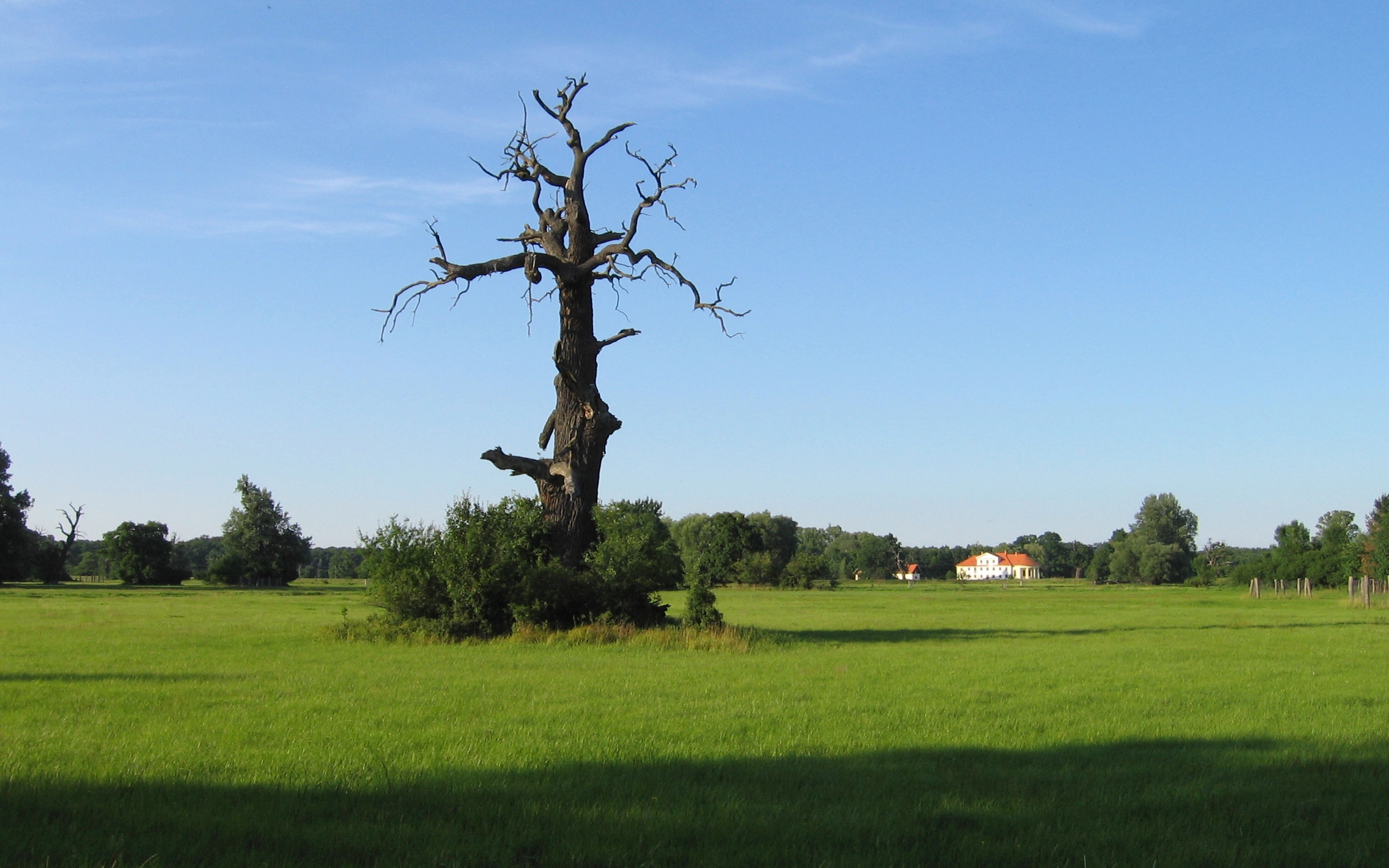

## Dostupnost
Lokalita je dostupná z Břeclavi nebo Lanžhota několika asfaltovými cestami (vjezd motorových vozidel jen na povolení), vede sem Břeclavská cyklostezka a NS Pohansko, která vede i okolo zámečku Pohansko a stejnojmennou archeologickou lokalitou.